# NGC 1745
NGC 1745 је расејано јато са емисионом маглином у сазвежђу Златна риба које се налази на NGC листи објеката дубоког неба.
Деклинација објекта је - 69° 9' 32" а ректасцензија 4h 54m 20,7s. Привидна величина (магнитуда) објекта NGC 1745 износи 11,1. NGC 1745 је још познат и под ознакама ESO 56-SC22.